# Valmir Louruz
Valmir Louruz (13 tháng 3 năm 1944 - 29 tháng 4 năm 2015) là một huấn luyện viên và cựu cầu thủ bóng đá người Brasil.

## Sự nghiệp Huấn luyện viên
Valmir Louruz đã dẫn dắt Juventude, Vitória, Náutico, Paysandu, Júbilo Iwata, Juventude, Internacional và Figueirense.